# Золотий Берег (шведська колонія)
Шведський Золотий берег — шведська колонія, заснована Гендріком Карлоффом в 1650 році на узбережжі Гвінейської затоки в Африці (територія сучасного півдня Гани. Колонія проіснувала до 1658 року і потім знову існувала з 1660 по 1663 рік, коли вся її територія була захоплена данцями і включена до складу Данської Гвінеї. Колонія складалася лише з кількох фортів і торговельних постів, які шведи звели в період з 1650 по 1655 років: Карлсборг, Вільям, Батенштейн, Християнсборг, Вітсен, Аполлонія.

## Історія
Після заснування в 1649 році Луї де Гіром Шведської Африканської компанії в Африку в 1650 році була відправлена експедиція під командуванням Гендріка Карлоффа. Карлофф уклав договір з правителем племені футу народу аканів про продаж шведам кількох ділянок земель цього народу. 22 квітня 1650 року була заснована колонія Шведський Золотий берег, і Карлофф став її першим губернатором. У 1652 році був заснований форт Карлсборг.

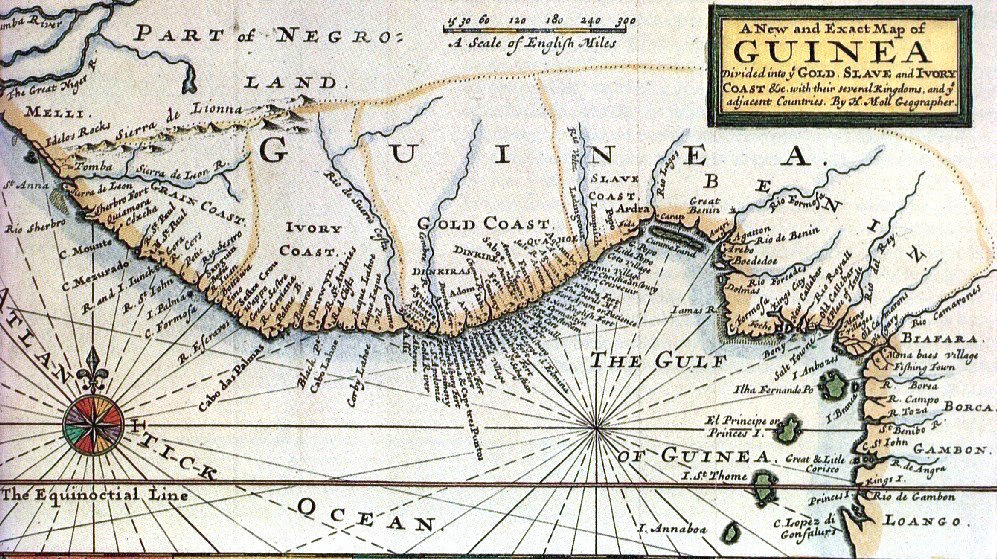
Історична мапа колонії Золотий Берег

У 1656 році Йохан Філіп фон Крузенштерн був призначений новим губернатором. Це призвело Карлоффа в лють. Він залишив Кабо Корсо, повернувшись лише 27 січня 1658 році на данському каперському кораблі Glückstadt. Форт Карлсборг був захоплений і став частиною колонії Данського Золотого берега.
Король Швеції Карл X Густав використовував даний інцидент як одну з причин початку війни з Данією. Після того як в 1660 році між сторонами був підписаний мирний договір, форт у Кабо Корсо був повернутий шведській адміністрації. Проте потім з'ясувалося, що помічник Карлоффа Самуель Шмідт вже продав колонію в квітні 1659 Голландській Вест-Індської компанії з власної волі і зник з золотом у Анголі.
Пізніше місцеве населення почало успішне повстання проти своїх нових господарів, а в грудні 1660 році правитель аканського племені ефуту знову запропонував Швеції контроль над територій. У колонію була відправлена нова експедиція, яка привела територію знову під владу шведської адміністрації, але лише на короткий період. Фон Крузенштерн був призначений губернатором колонії.
20 квітня 1663 року форт Карлсборг і головний форт колонії Кристіансборг знову були захоплені датчанами після їх довгої оборони шведським воєначальником Антон Воссом.
9 травня 1664 року територія знову була захоплений — цього разу Робертом Голмсом, який зробив її частиною британської колонії Золотого берега.